# Flueggea monticola
Flueggea monticola är en emblikaväxtart som beskrevs av Grady Linder Webster. Flueggea monticola ingår i släktet Flueggea och familjen emblikaväxter. Inga underarter finns listade i Catalogue of Life.